# Chiesa di San Nicolao (Giornico)
La chiesa di San Nicolao a Giornico, decretata monumento nazionale, costituisce uno dei più importanti esempi di architettura romanica nel Canton Ticino, notevole per la purezza e semplicità delle sue linee.

## Storia ed opere d'arte
L'edificazione della chiesa era già attestata nel 1202 (stante quanto si legge in una pergamena proveniente dalla parrocchia di Chironico) e fu completata nel 1210. Nel 1298 la chiesa viene menzionata come pertinenza dell'ordine benedettino, dipendente dalla potente Abbazia di Fruttuaria, nel territorio di San Benigno Canavese. È molto verosimile dunque che essa fungesse da chiesa di un attiguo convento, del quale non rimane oggi alcuna traccia.
Lo stile architettonico della chiesa, a navata unica terminante in un coro quadrangolare con abside semicircolare, interpreta fedelmente i canoni del romanico lombardo. La facciata presenta la tipica forma a capanna, con due alte lesene che inquadrano il portale ed archetti pensili che danno slancio all'edificio. Sulla facciata, il portale centrale è impreziosito due leoni stilofori e da capitelli scolpiti. In basso, sempre sulla facciata, trovano posto robuste sculture in pietra di forma zoomorfa e fantastica, tipici del gusto ispirato dai bestiari medievali.
Le decorazioni realizzate con conci di pietra che disegnano gli archetti pensili, corre lungo tutta la chiesa, sulle pareti laterali e lungo l'abside semicircolare. Un secondo portale, che si apre nella parete sud, presenta anch'esso interessanti elementi scultorei, come le barbute teste umane ricavate nelle mensole decorative che sorreggono l'architrave. Il campanile pensile della chiesa presenta, ai vari piani, la consueta successione di monofore e bifore.

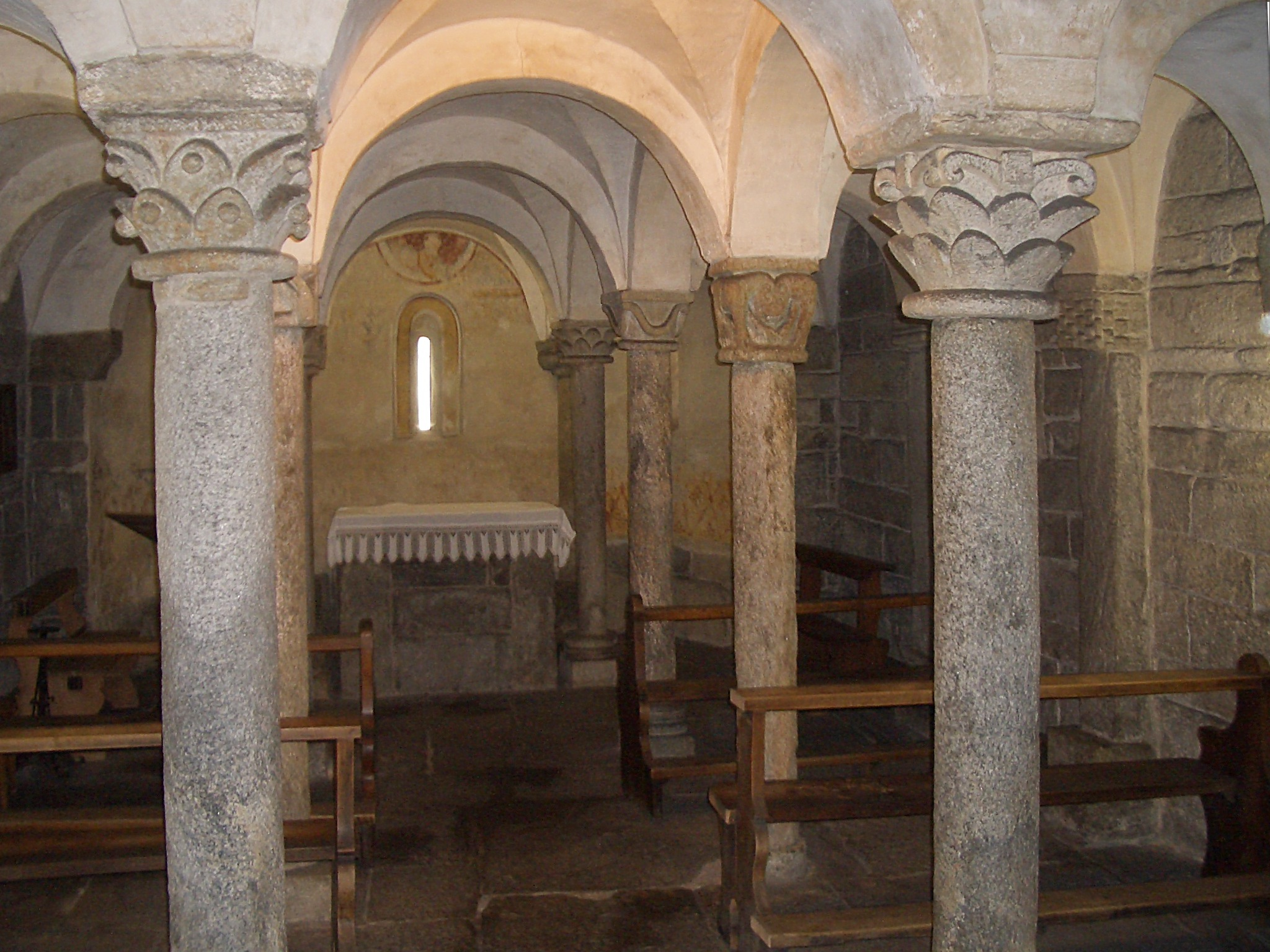
La cripta

L'interno della chiesa si presenta con un'unica navata che conduce al presbiterio posto in posizione alquanto sopraelevata, al quale si accede per mezzo di due scalinate. L'aula presbiteriale ha forma quadrata e termina con l'abside semicircolare che prende luce da due monofore. 

Al di sotto del presbiterio è subito visibile (stante una soluzione architettonica alquanto inconsueta nelle chiese romaniche) l'elegante cripta; ad essa si accede scendendo pochi gradini. È divisa in tre piccole navate mediante otto colonne con capitelli riccamente scolpiti, tutti diversi tra loro, che ripropongono, nella varietà dei motivi vegetali, geometrici e zoomorfi, la suggestione del simbolismo medievale.
Subito dopo l'ingresso, a sinistra, è posta una preziosa vasca battesimale in pietra del XII secolo proveniente dalla vicina chiesa parrocchiale di San Michele. Si tratta di una vasca di inconsueta forma esagonale ricavata da un blocco unico di pietra, decorata con bassorilievi con simboli legati al sacramento del battesimo.

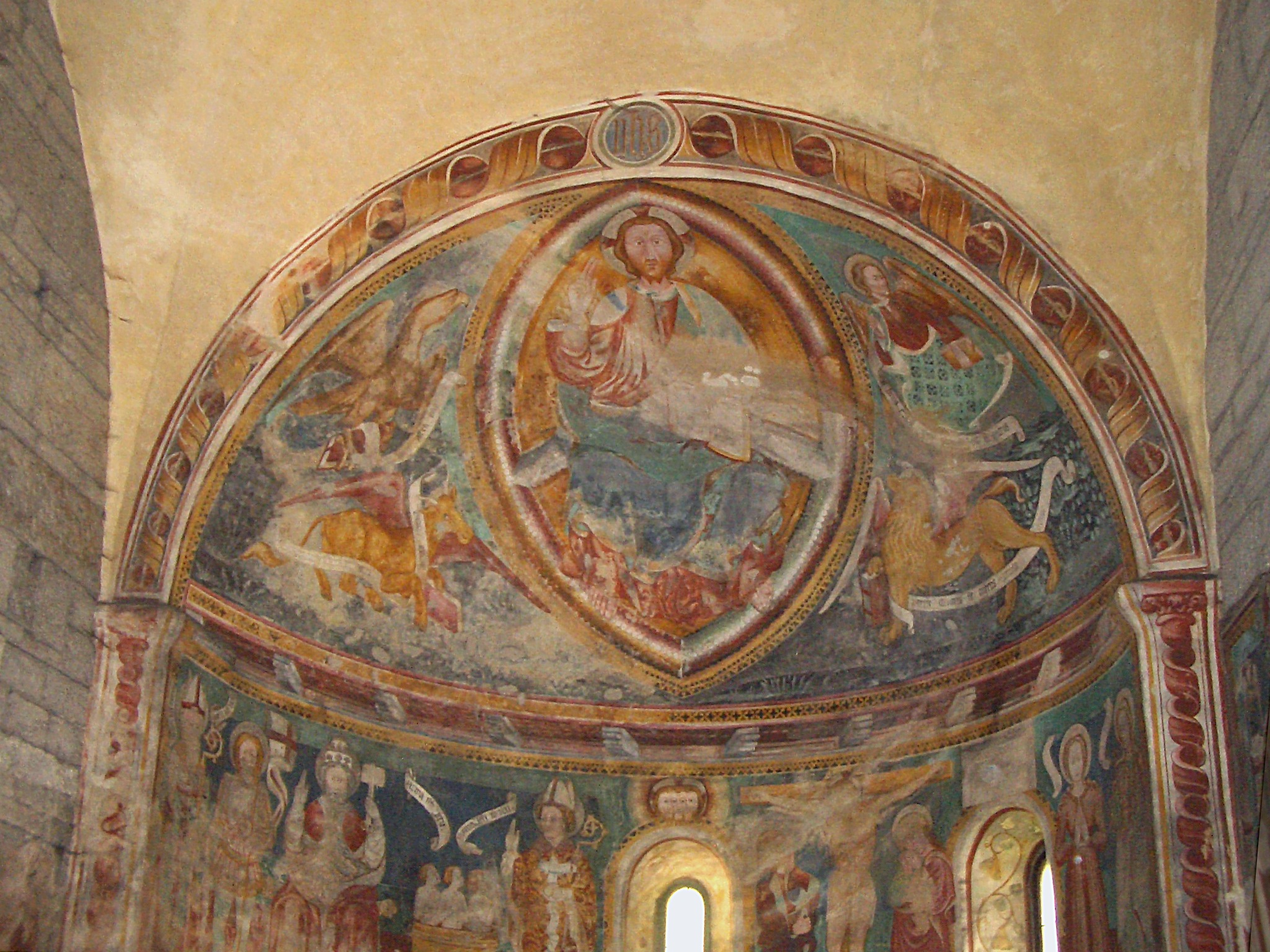
Gli affreschi dell'abside

La chiesa è ornata al suo interno da interessanti cicli di affreschi. Sulla parete sinistra della navata si trovano frammenti di dipinti antichi (XIII secolo?) tra i quali è ancora ben riconoscibile un'Ultima Cena. L'abside è interamente ricoperta da affreschi datati (1478) e firmati da Nicolao da Seregno, artista soprattutto attivo nel Canton Ticino, che si attarda su un linguaggio pittorico ancora di gusto marcatamente gotico. Gli affreschi in questione hanno ritrovato piena leggibilità dopo un accurato restauro che ne ha restituito la brillantezza dei colori.
Nel catino absidale è raffigurato il Cristo in maestà posto in una mandorla di luce ed attorniato dai simboli del Tetramorfo. Nella fascia inferiore si trova la raffigurazione di una serie di santi che dovevano essere particolarmente cari alla religiosità popolare. Da sinistra verso destra sono riconoscibili i santi Gottardo Vescovo, Vittore, Pietro apostolo (ritratto come primo pontefice), San Nicola di Bari (con a fianco i tre bambini posti nella tinozza sulla quale il santo compì il suo celebre miracolo); si possono ammirare, dopo la monofora centrale, una Crocifissione con la Madonna e San Giovanni, e poi ancora, dopo una seconda monofora, le figure di Santa Margherita e Maria Maddalena.
Colpisce l'attenzione, sopra la monofora centrale, un'inconsueta raffigurazione della Trinità. Si tratta dell'immagine iconografica del vultus trifrons (che si presenta come figura con tre teste e quattro soli occhi), immagine che fu in seguito - per la sua natura mostruosa - proibita dalla Chiesa. 

Ai lati del coro troviamo altri affreschi eseguiti anch'essi da Nicolao da Seregno: una Natività, un Santo Vescovo (verosimilmente San Nicola di Bari) e un'elegante Madonna in Trono.

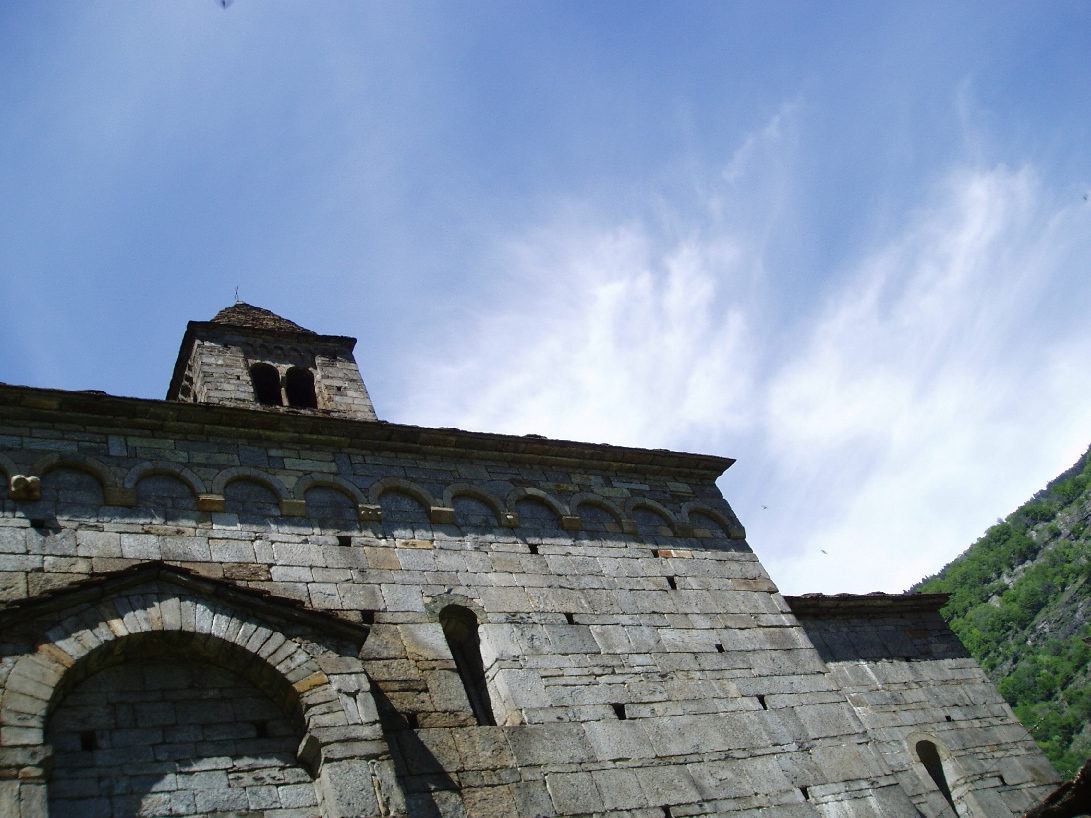
La chiesa di San Nicolao

## Galleria d'immagini

### Sculture esterne

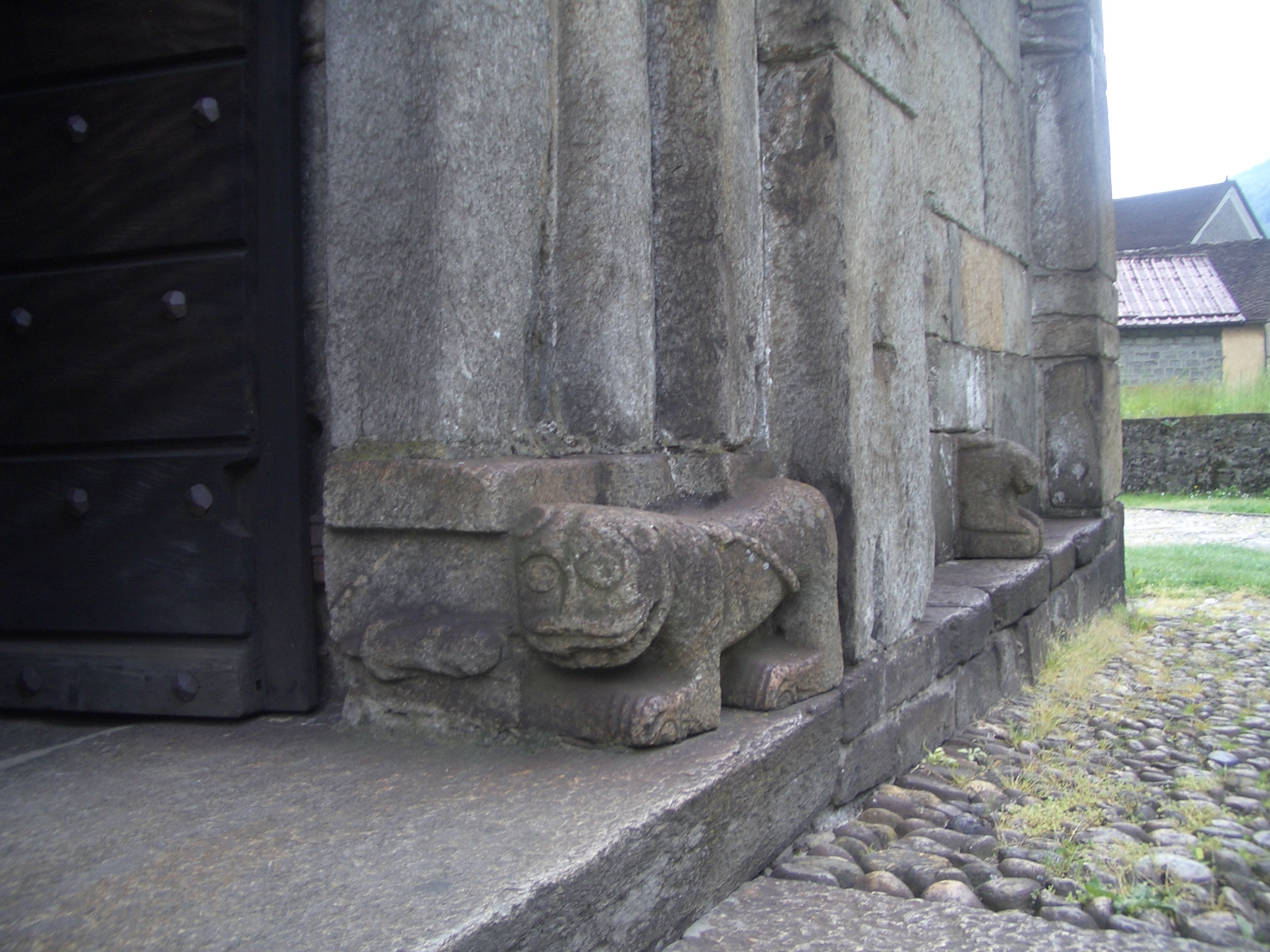
Leone stiloforo nel portale principale
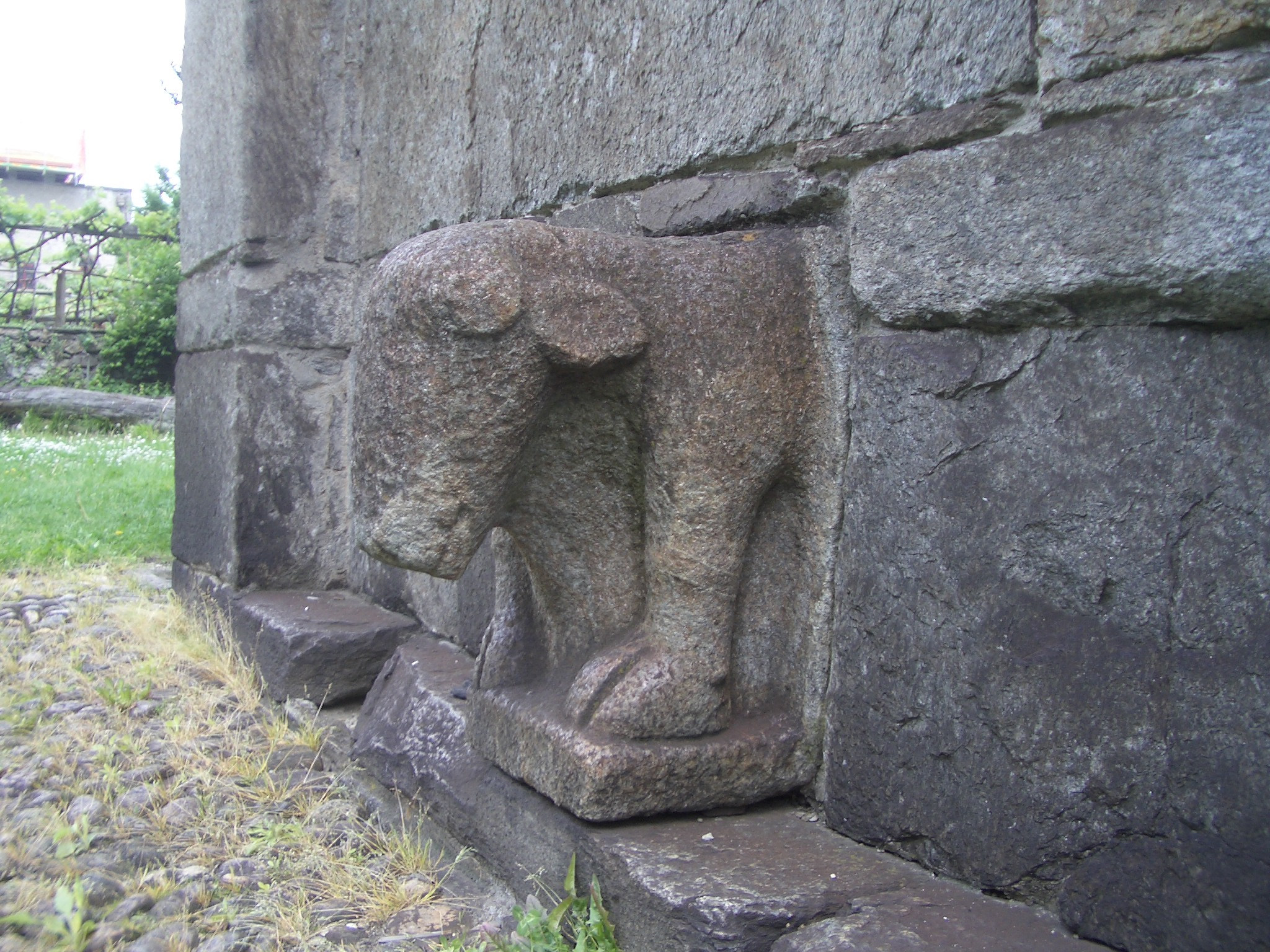
Scultura zoomorfa alla base della facciata
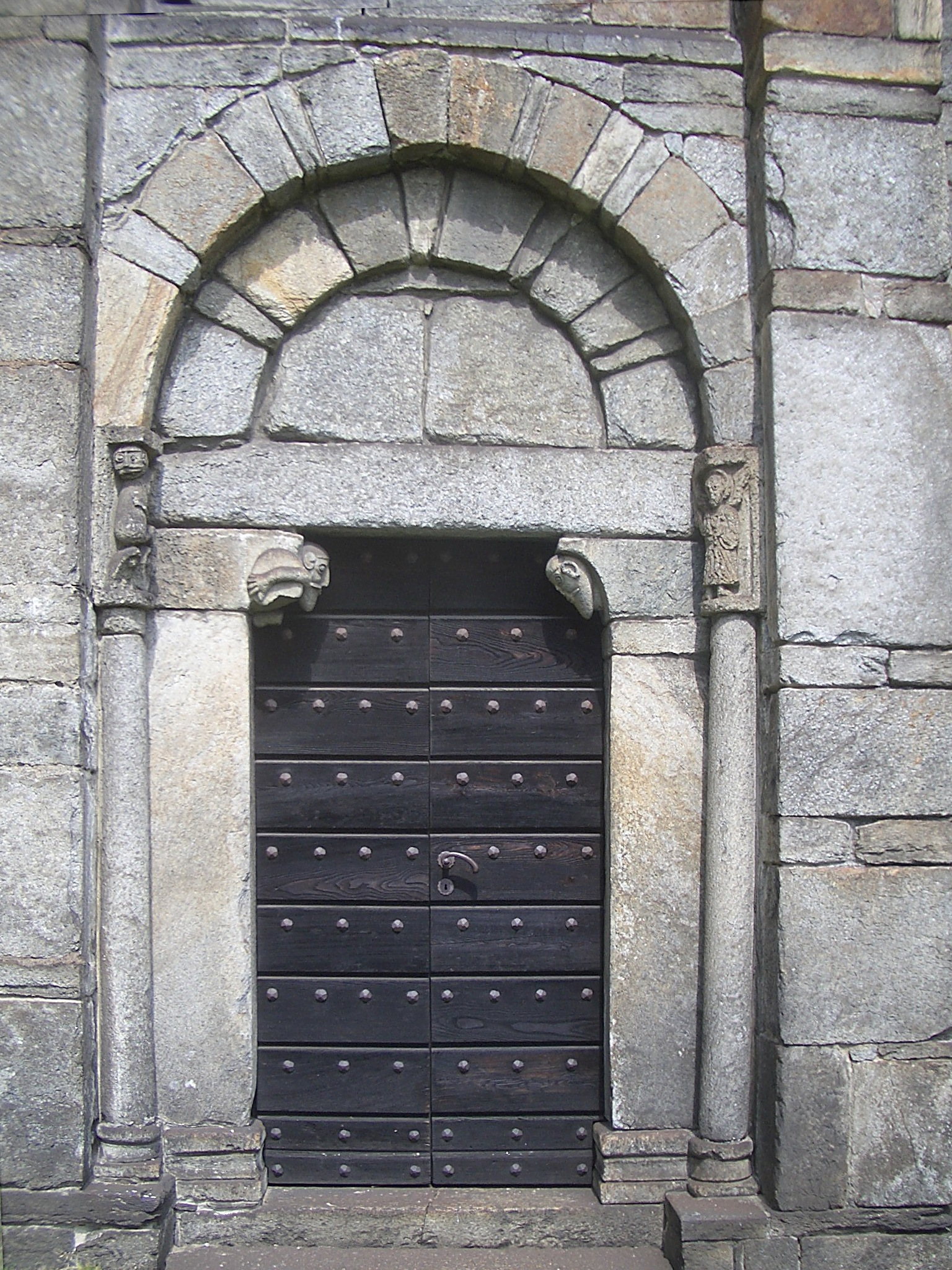
Il portale secondario sulla parete sud
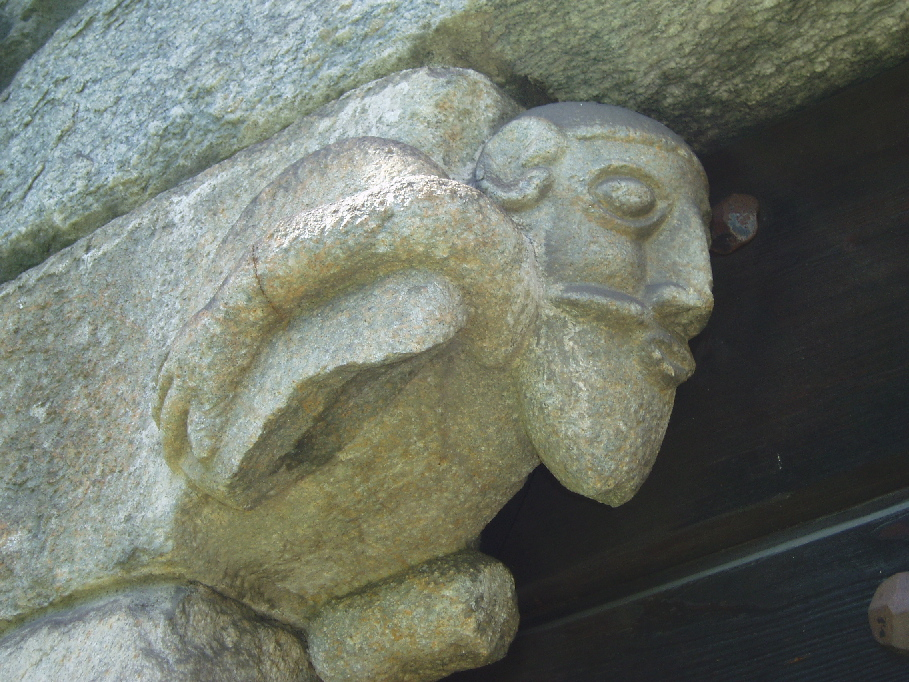
Mensola del portale secondario

### Capitelli della cripta

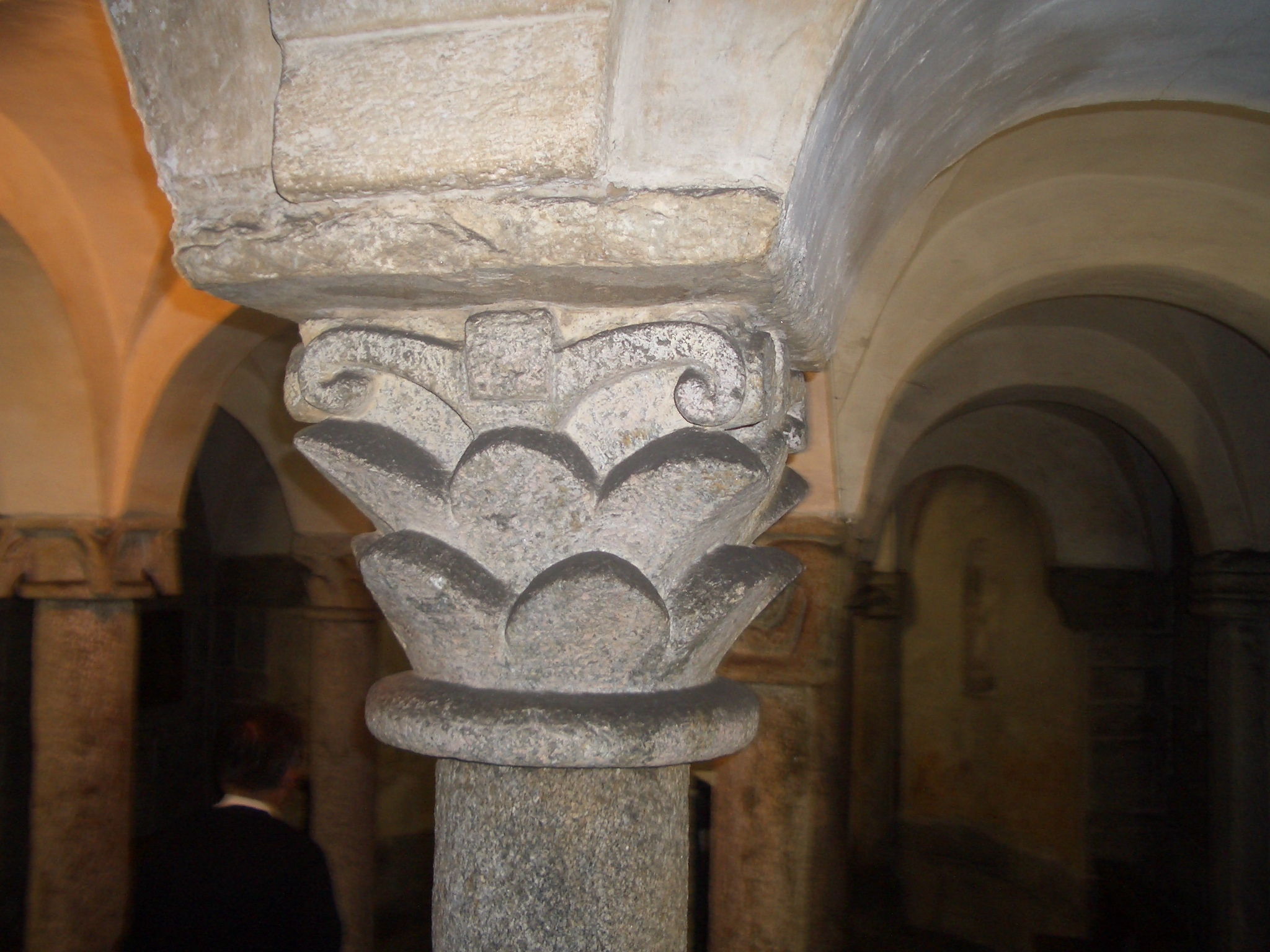
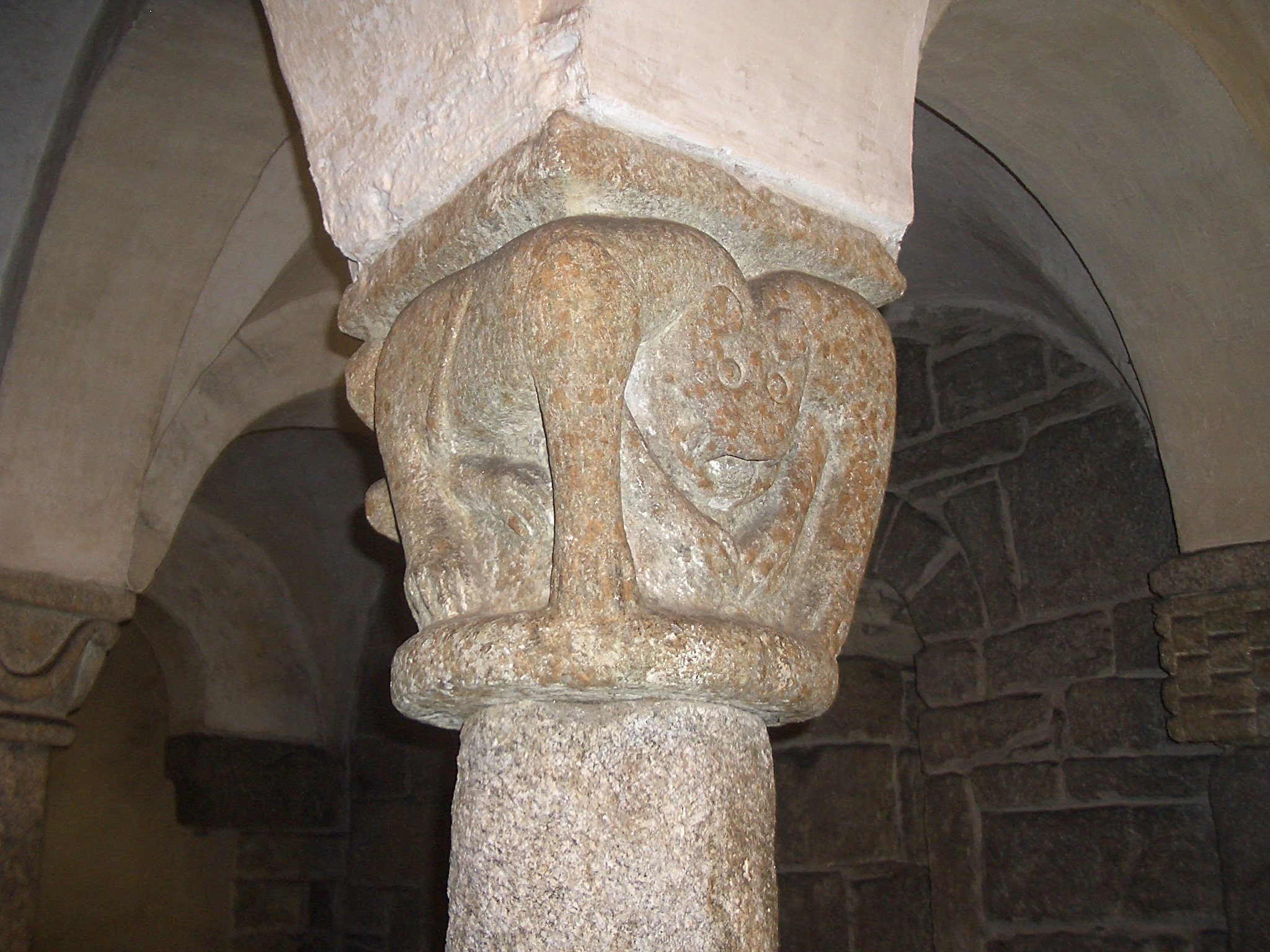
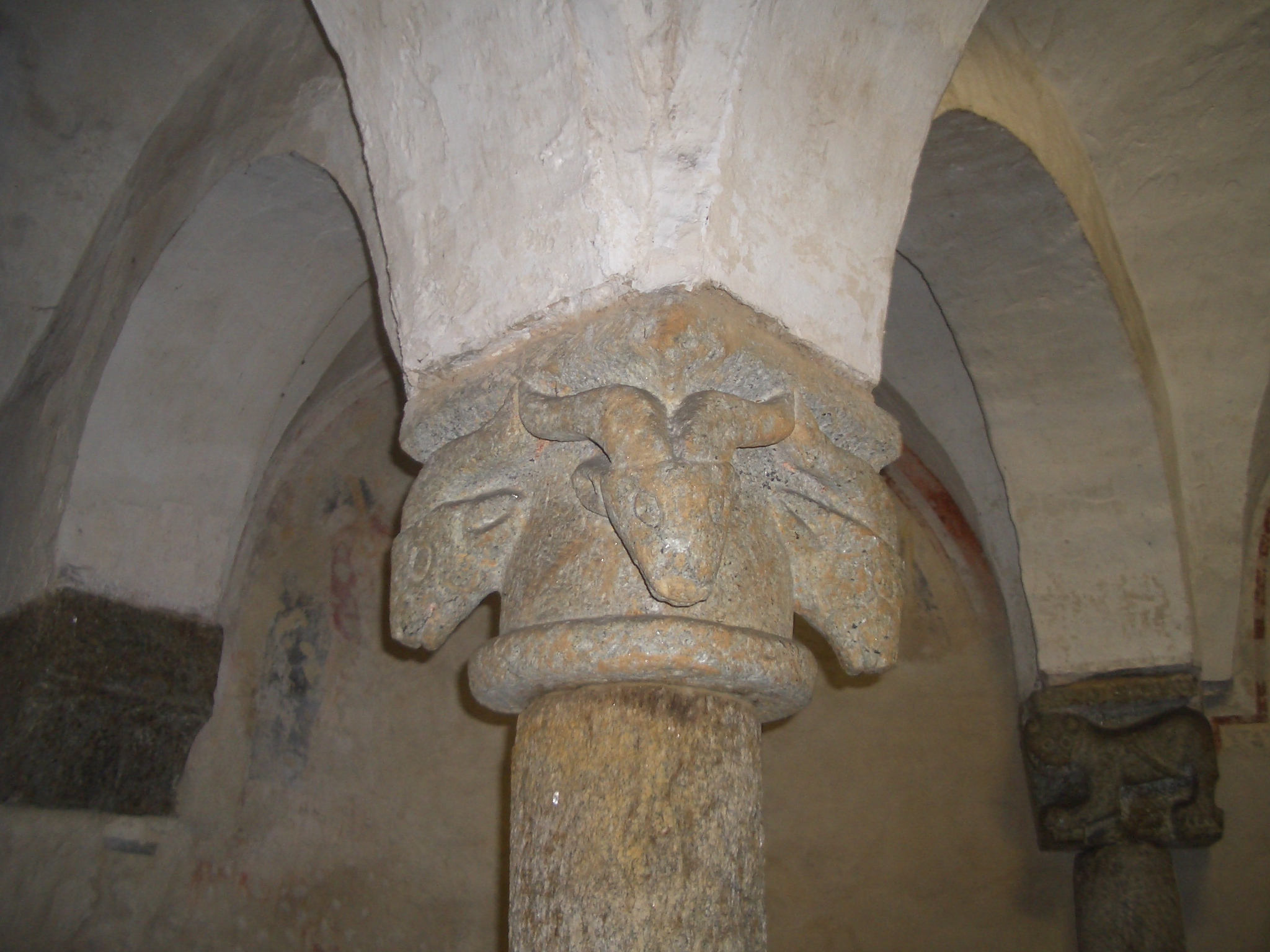
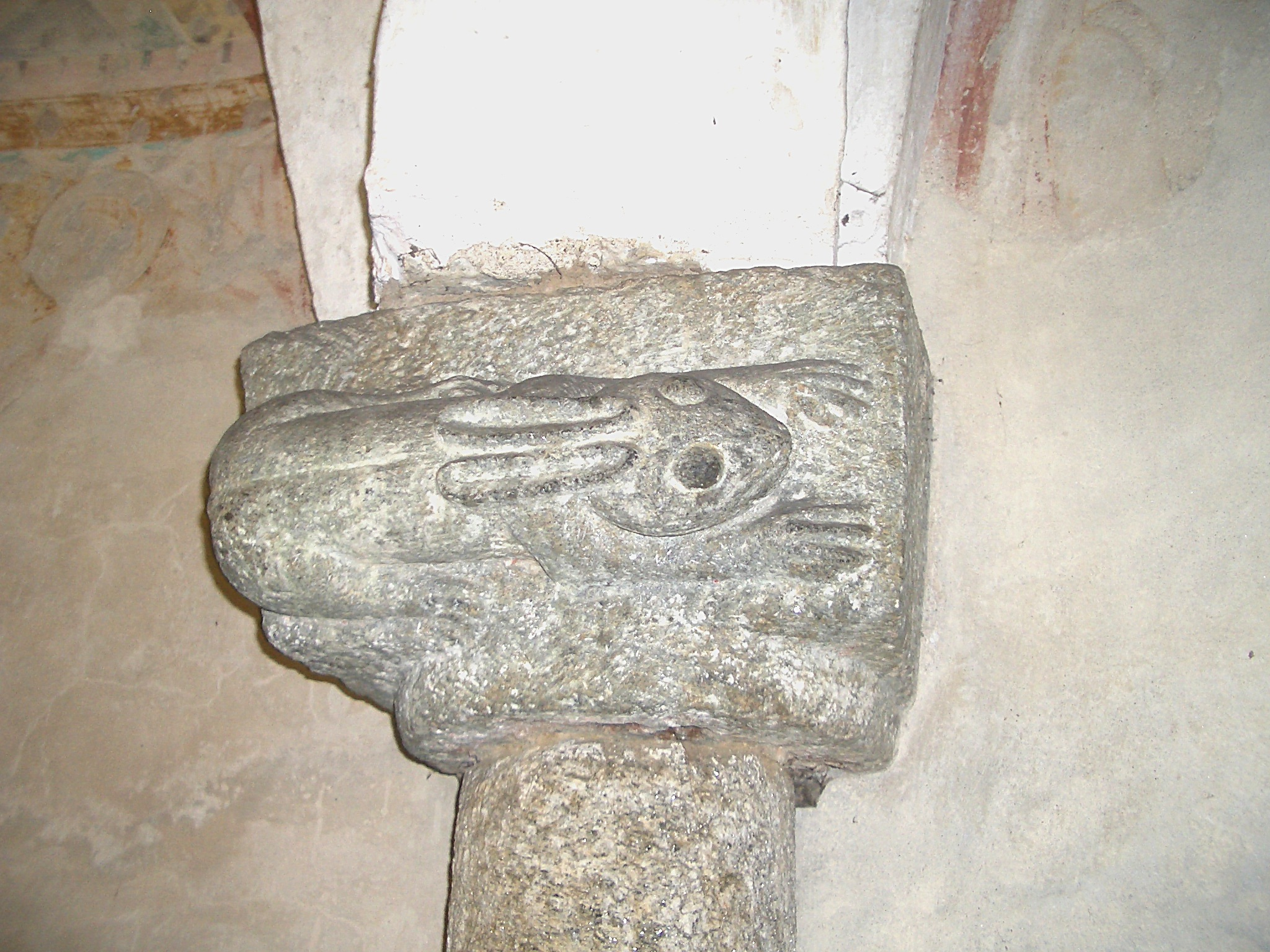

### Altre immagini

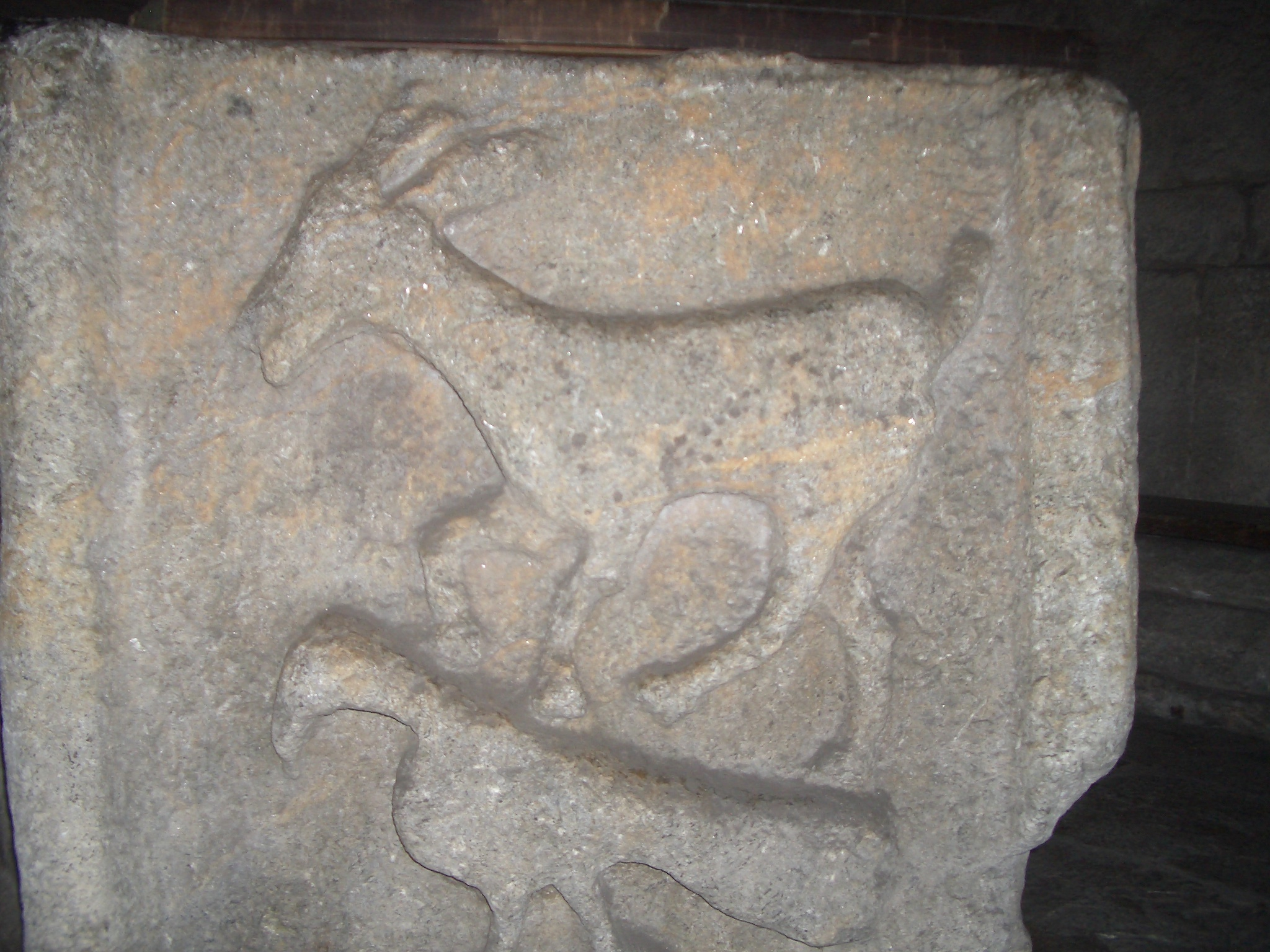
Rilievi del fonte battesimale (XII secolo)
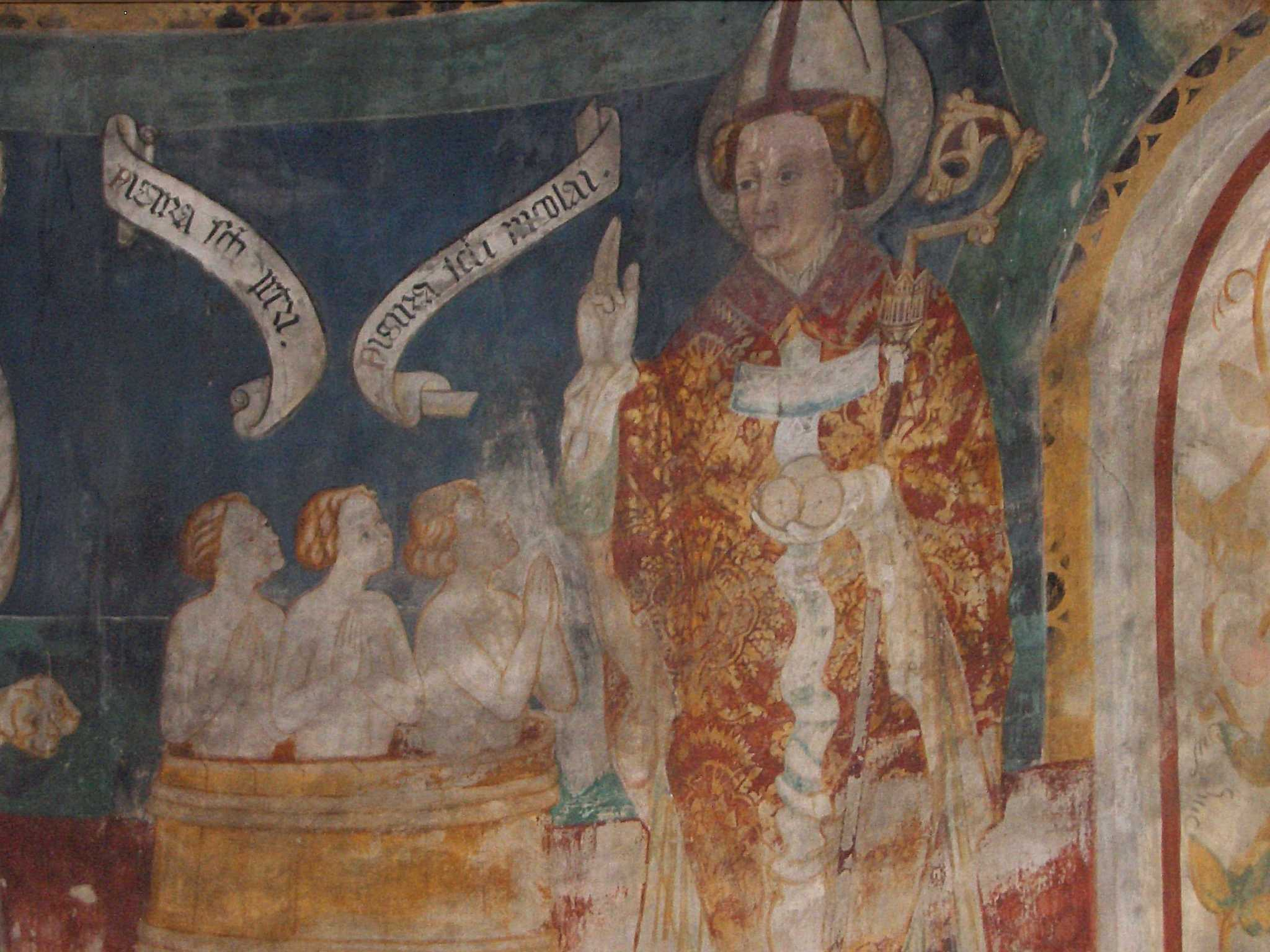
Nicolao da Seregno, Miracolo di San Nicola
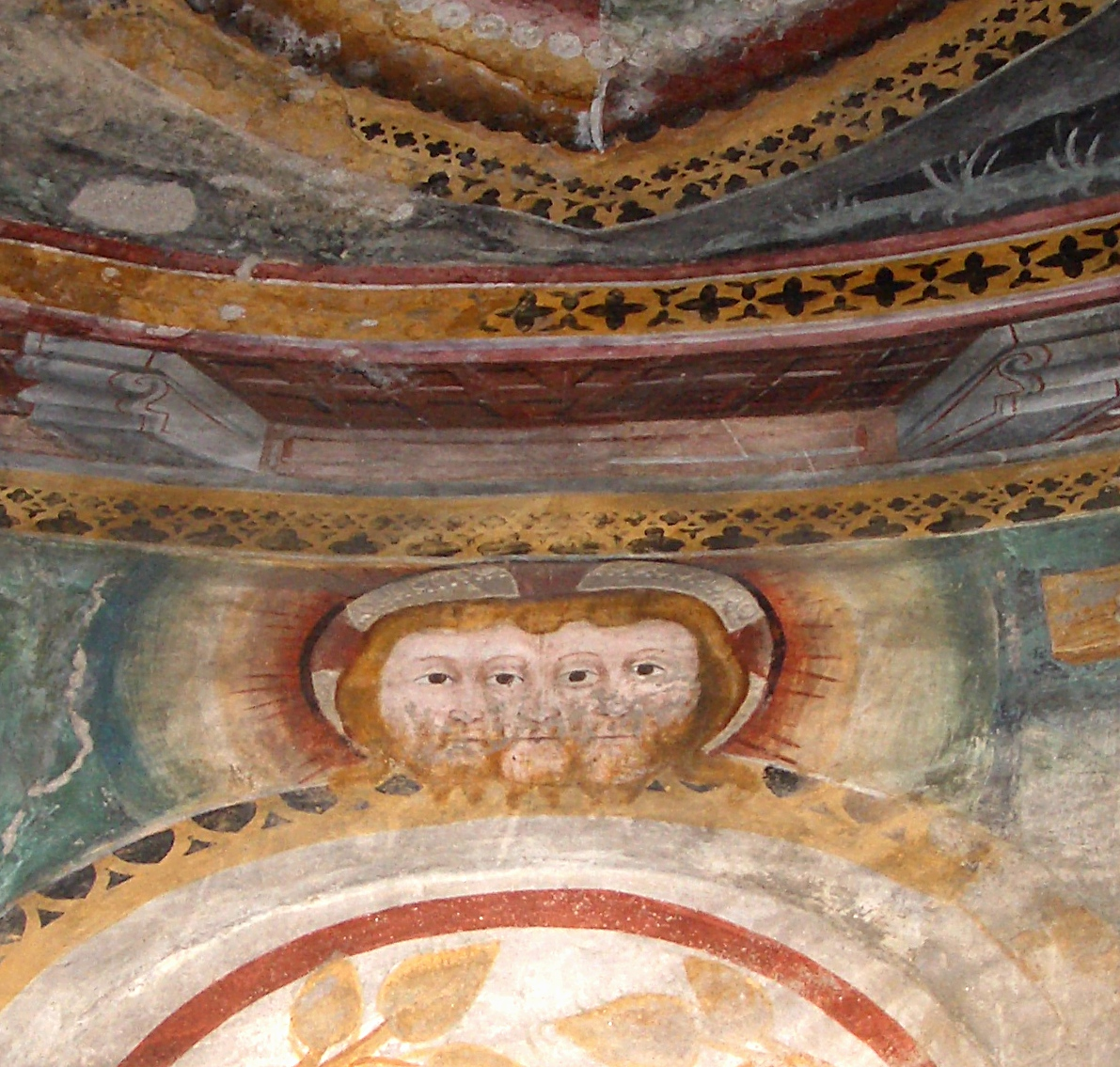
Trinità (Vultus trifrons)